# Barsbay
Al-Màlik al-Àixraf Abu-n-Nasr Sayf-ad-Din Barsbay —àrab: الملك الأشرف أبو النصر سيف الدين برسباي, al-Malik al-Axraf Abū n-Naṣr Sayf ad-Dīn Barsbāy—, més conegut simplement com al-Àixraf Barsbay o com Barsbay (? - 1438), va ser un soldà mameluc burjita del Caire (1422-1438).
Va ser incorporat al cos de mamelucs sota el sultà Barquq (1382-1399) i va obtenir els primers graus en el regnat d'Al-Muàyyad Xaykh (1412-1421). Fou llavors governador de Trípoli. Per un temps va caure en desgràcia i va estar empresonat a Markab i a Damasc. En el regnat d'Adh-Dhàhir Tàtar (1421), alliberat, va aconseguir una posició de gran influència tot i que el regnat d'aquest sultà fou breu, i després del també breu govern d'As-Sàlih Muhàmmad (1421-1422) va pujar al tron. Immediatament va fer empresonar al seu rival Janibaq Sufí que més tard es va poder escapar.
Fou malhumorat i cruel. Va prohibir als cristians i jueus l'accés a l'administració (mesura de la que els afectats s'escapaven pagant un suborn). Degut a l'activitat dels corsaris europeus a la Mediterrània es va prohibir l'entrada al país de qualsevol europeu, i la circulació de monedes europees; també es van crear fortins a les costes i es va equipar una flotilla de naus. El 1427 les naus egípcies van desembarcar a Xipre i es va lliurar una batalla decisiva en la que el rei Jaume fou fet presoner i portat al Caire on fou passejat per la ciutat carregat de cadenes; va ser alliberat i se li va retornar el regne a canvi d'un tribut anual que en gran part es va dedicar a restaurar monuments a la Meca.
Enfrontat als Ak Koyunlu de l'emir Kara Yuluk, els mamelucs van conquerir per assalt la ciutat d'Edessa on van cometre tota mena d'excessos que va mostrar l'estat de mínima disciplina de les tropes. Barsbay va reunir un gran exèrcit amb el que va assetjar Amida (Diyarbakir) però no la va poder ocupar i com que les tropes mameluques estaven descontentes, va haver de pactar. Kara Yuluk va acceptar la proposta de pau i amb una fórmula poc clara va reconèixer més o menys la sobirania mameluca que no fou mai més que simbòlica. Durant la retirada (1433) les tropes anaven en complet desordre i més semblava la retirada d'un exèrcit derrotat que d'uns suposats vencedors; la meitat dels soldats es van quedar a Mesopotàmia.
Xahrukh el timúrida va demanar al sultà Baybars de poder cobrir la Kaba amb un vel, privilegi que tenien els egipcis tradicionalment i que el sultà no va voler cedir. Això va provocar una crisi diplomàtica amb els timúrides.
En el comerç va convidar els comerciants de l'Índia a desembarcar les mercaderies al port de Djedda en lloc de fer-ho a Aden com fins aquell moment. Però quan ho va aconseguir va exigir als comerciants anar al Caire a pagar les taxes i si no ho feien havien de pagar les taxes amb recàrrec a Djedda.
El 1438 una epidèmia de pesta va afectar el país i el sultà llavors va aixecar mesures recaptatòries injustes i va fer repartiments de menjar; per por d'agafar la malaltia va fer matar als seus dos metges, però no li va servir de res doncs la va agafar igual i va morir el 7 de juny de 1438. El va succeir el seu fill Al-Aziz Jamal-ad-Din Yússuf.